# Reggie White
Reginald Howard "Reggie" White (Chattanooga, Tennessee, 19 de diciembre de 1961-Cornelius, Carolina del Norte, 26 de diciembre de 2004) fue un jugador profesional de fútbol americano. Durante su carrera profesional fue famoso no solo por ser un atleta excepcional como defensive end sino también por ser un católico devoto; fue ordenado ministro baptista a fines de la década de 1970, motivo por el cual terminó siendo apodado "El Ministro de Defensa". Es miembro del Salón de la Fama de la NFL desde 2006.
White asistió a la Howard School of Academics and Technology y de ahí fue reclutado por la Universidad Tennessee. Como profesional jugó tanto en la USFL como en la NFL.

## Trayectoria

### Carrera colegial
White jugó en Tennessee, donde estableció las marcas para más sacks en total, en una temporada y en un juego. Aún las mantiene. Mientras jugó con los Tennessee Volunteers, fue nombrado All-America.

### Carrera profesional

#### USFL

##### Memphis Showboats
Egresado del colegio, White firmó con el equipo Memphis Showboats de la USFL. Jugó con ellos dos temporadas, como titular en 36 partidos.  Consiguió 23.5 sacks, 192 tackleadas, y siete fumbles.

#### NFL

##### Philadelphia Eagles
Cuando la USFL colapsó, White ya había probado ser un jugador de calidad como para jugar en la NFL.  Firmó con Filadelfia, que conservó sus derechos para reclutarlo. Jugó 8 temporadas, acumulando 124 sacks, convirtiéndose en el líder de capturas de Filadelfia. Aparte impuso el récord de más sacks en una sola campaña para Filadelfia con 21 en 1987, para promediar 1.75 sacks por partido (otro record de la NFL). White es el único jugador en acumular 20 o más sacks en 12 juegos. Durante su estancia en Filadelfia fueron más los sacks que consiguió que los partidos en los que jugó.

##### Green Bay Packers
En 1993, White se convirtió en agente libre y firmó con Green Bay, jugando seis campañas. Aunque no fue tan productivo como en Filadelfia, todavía consiguió 68.5 sacks, para ser el líder de todos los tiempos de Green Bay, hasta ser superado por Kabeer Gbaja-Biamila en 2007. Ayudó a Green Bay a llegar a dos Super Bowls, ganando uno (XXXI). Fue su único campeonato en cualquier categoría. En 1998, White fue nombrado El Mejor Jugador Defensivo de la NFL.

##### Carolina Panthers
En 2000, Carolina lo sacó de un retiro de un año y fue titular en los 16 juegos de los Panthers. Acumuló 16 tackleadas, 6 sacks y un fumble forzado. De nuevo se retiró al final de esa campaña.

### Registros
Cuando abandonó definitivamente la actividad deportiva profesional, White era el líder de todos los tiempos de capturas de la NFL con 198 (posteriormente fue superado por Bruce Smith, quien se retiró en 2004 consiguiendo 200). Tuvo tres intercepciones, y las regresó para ganar 79 yardas. Recuperó 19 balones, ganando 137 yardas y tres touchdowns. Sus nueve campañas consecutivas con al menos 10 capturas permanece como record de la NFL. Fue nombrado All-Pro en trece de sus quince campañas, incluyendo diez como selección de primer equipo.

## Lucha libre profesional
Aficionado a la lucha libre profesional, White participó del WCW Slamboree de 1997, enfrentando a Steve McMichael, un exjugador de la NFL. La pelea terminó en derrota para White.

## Ministerio cristiano
White fue ordenado ministro baptista a sus 17 años. A raíz de ello predicó en diversas iglesias de los Estados Unidos, escribió varios libros -In the trenches, God's playbook, Fighting the good fight y Broken promises, blinded dreams- y actuó en la película Reggie’s Prayer.
Tras retirarse definitivamente en 2000 dedicó mucho tiempo a los estudios bíblicos, lo que lo llevó a aprender hebreo. A raíz de ello, poco antes de su sorpresiva muerte, manifestó cierta disconformidad con la enseñanza tradicional de la Biblia, sosteniendo que la pureza del mensaje original había sido tergiversado por los traductores y predicadores que cambiaron el sentido del texto y agregaron palabras que no forman parte de las escrituras originales.
Debido a sus posiciones religiosas, White condenaba públicamente la homosexualidad.

## Fallecimiento
En la mañana del 26 de diciembre de 2004, White fue llevado de urgencia de su casa en Cornelius, Carolina del Norte, a un hospital cercano en Huntersville, Carolina del Norte, donde fue declarado muerto.  Sufrió una arrítmia cardíaca. La causa más probable de la arrítmia fue la sarcoidosis cardíaca y pulmonar que sufrió toda su vida.   También se ha dicho que otra causa pudo haber sido la apnea que White también sufría. Su tumba está en el Glenwood Memorial Park, en Mooresville, Carolina del Norte.

## Honores

### Retiro de los jerséis de White
Durante la temporada de 2005, tres equipos retiraron el número 92 de White.
Los Tennessee Volunteers retiraron el jersey de White el 1 de octubre de 2005, el tercero en la historia moderna de la universidad. 
El 5 de diciembre de 2005, Filadelfia también retiró su número en un juego contra Seattle (Mike Holmgren era el entrenador de Seattle en ese momento y había sido entrenador de White en Green Bay).
Pero la ceremonia más significativa fue en Green Bay.  Antes del retiro del jersey de White, a pesar de ser el equipo con más campeonatos en la NFL , los Packers solo habían retirado cuatro jerséis. Durante el medio tiempo del juego de presentación en el Lambeau Field el 18 de septiembre de 2005, White se convirtió en el quinto Packer en tener su número retirado. Green Bay usó también una calcomanía en sus cascos en honor de White lo que restó de la campaña.

### Salón de la Fama
Si White no hubiera salido del retiro para jugar un año con Carolna, es muy probable que hubiese sido escogido para el Salón de la Fama de la NFL en 2004 junto a John Elway y Barry Sanders. Fue incorporado, en cambio, el 5 de agosto de 2006 en Canton, Ohio. La viuda de White, Sara, dio el discurso de aceptación en la ceremonia. Fue presentada por su hijo, Jeremy White, quien recién había sacado a la venta su autobiografía, In His Shadow: Growing Up With Reggie White [Bajo su sombra: Creciendo con Reggie White], el mismo fin de semana para honrar a su padre. Jeremy agradeció al "Dios de Abraham, de Isaac, y de Jacobo" , haciendo eco de la dedicación de Reggie White a su fe y la evolución de sus creencias a unas menos específicas y más deístas.

### Clasificación
En 1999 fue colocado en el número 22 por The Sporting News en su lista de Los 100 Jugadores Más Grandes Del Fútbol, convirtiéndolo en el jugador mejor clasificado que jugó para los Eagles y el tercero de los Packers, solo detrás de Don Hutson y Ray Nitschke.
En la lista de los 100 mejores jugadores de la historia de la NFL -publicada el 4 de noviembre de 2010-, White fue ubicado como el séptimo mejor jugador de todos los tiempos.